# Kırkpınar, Niğde
Kırkpınar là một xã thuộc huyện Niğde, tỉnh Niğde, Thổ Nhĩ Kỳ. Dân số thời điểm năm 2011 là 712 người.